# Incourt (Bèlgica)
Incourt (en való Incoû) és un municipi belga del Brabant Való a la regió valona. Comprèn les viles de Glimes, Opprebais (amb Sart-Risbart), Piétrebais i Roux-Miroir. L'1 de gener del 2024 tenia 5.661 habitants.